# حسين طحان
حسين طحان (من مواليد 10 مارس 1982) هو لاعب كرة قدم لبناني سابق، ومدرب نادي البرج اللبناني.

## مسيرته الدولية
ظهر طحّان مع لبنان في 2003 ضد البحرين في مباراة ودية.

## مسيرته التدريبية
عُين طحان مساعدًا لمدرب نادي البرج في نوفمبر 2020. وفي يناير 2023 أصبح مدربًا رئيسيًا للفريق.

## حياته الشخصية
شقيقه محمد زين طحان كان لاعبا دوليا مع منتخب لبنان.

## الإنجازات
نادي البرج
- الدوري اللبناني الدرجة الثانية: 2000–01

نادي الصفاء
- كأس النخبة اللبناني: 2009
- وصيف كأس الاتحاد الآسيوي: 2008
- وصيف كأس لبنان: 2007–08، 2010–11

الراسينغ بيروت
- كأس التحدي اللبناني: 2016، 2017